# Archipiélago hondureño en el golfo de Fonseca
Las Islas del Golfo o el Archipiélago Hondureño en el Golfo de Fonseca  es un archipiélago de islas, islotes, cayos, farallones que se encuentran en el Golfo de Fonseca, frente al Departamento de Valle y al Departamento de Choluteca. 

## Conservación
Fragmentos de esta región fue declarada Parque Nacional Marino y Área de Manejo de Hábitat por Especie: 
- Parque Nacional Marino Archipiélago del Golfo de Fonseca.
- Área de Manejo de Hábitat por Especie Bahía de Chismuyo.
- Área de Manejo de Hábitat por Especie Bahía de San Lorenzo.
- Área de Manejo de Hábitat por Especie Los Delgaditos.
- Área de Manejo de Hábitat por Especie Las Iguanas y Punta Condega.
- Área de Manejo de Hábitat por Especie San Bernardo.

## Subdivisión
Según el tipo de isla: 
- Isla Oceánica
  - Acumularía todas las contenidas en la municipalidad de Amapala: 
    - Isla Zacate Grande y sus islotes satélites: Isla Güegüensi, Isla Santa Elena (golfo de Fonseca), Isla Tigritos, Isla mareal sin denominación {13°18'38.4"N 87°35'33.0"W}, Isla de Las Almejas, Isla de La Vaca (El Padre, del Padre, Cementerio, de los muertos, Isla Jacobo Corea)[11] y Isla del Amor (golfo de Fonseca) (o Isla de Pájaros).
    - Isla del Tigre y sus islotes satélites: Isla Comandante (o San Carlos), Isla La Montosa, Isla El Pacar y Farallones de Amapala (Piedra Cagada, Piedra del Pichingo, Las Pelonas).
    - Isla Garrobo y sus islotes satélites: Isla Matate, Isla Coyote y Isla Violín (Honduras).
    - Isla Exposición.
    - Isla Inglesera y sus islote satélite: Isla Sirena.

  - Isla Playa Alta {13°18'55.0"N 87°32'07.0"W} (Banco de arena)
- Isla continental
  - Acumularía todas las demás: 
    - Departamento de Valle
      - Alianza (Honduras)
        - Islotes de Ramaditas (espigas), Islas Aterradas (espigas), Islotes de Ramazón (espigas), Isla Conejo (golfo de Fonseca) y Isla Garrobito (Llanura de marea).
        - Boca del Carrizo:[12] Isla Grande y Isla Frijol

      - Nacaome
        - Isla fluvial: Isla del Toro
        - Desembocadura del Río Grande o Río Nacaome: Isla Chocolate y Isla Chocolatillo

      - San Lorenzo (Honduras)
        - Isla de los Pájaros (golfo de Fonseca)

    - Choluteca
      - Marcovia
        - Costa Bahía de San Lorenzo: Isla de Piedra (golfo de Fonseca) (o Isla Piedra Guijo), Isla Barrancones y Islas Varillas de Barrancones
        - Isla atada: Isla La Boca (o Isla de la Boca del Río Viejo; o Isla Tortuga)
        - Isla fluvial: Isla Los Matones (o Isla El Mango)
        - Isla barrera: Isla de El Edén y Isla El Venado
        - Desembocadura del Río Choluteca y Rio Sampile a Bahía de ¨San Bernardo¨: Isla Guapinoles (o Guapinolito), Isla La Butaca {≈13°06'55.7"N 87°24'38.2"W}[3] y Isla de Tomasón.

Notas
- Nota: Frente a Punta Ratón, Marcovia hay unos Banco de arena {13°14'57.5"N 87°30'43.5"W}. No se considera aún como formación de un cayo. Isla Ratón no sale registrada en esta lista debido a que no fue posible diferenciarla de Isla Barrancones.
- Nota 2: Isla Garrobito (Llanura de marea) y Isla Playa Alta {13°18'55.0"N 87°32'07.0"W} (Banco de arena) suelen quedar sumergidos y están bajo fuerzas de erosión costera que requieren un control.
- Nota 3: El Sobre y Los Gallos (entre esteros Jiotón y Jiotillo), pendiente de ubicar con coordenadas. [13]
- Nota 4: Isla del Guipo y Isla Todo Mundo se suponen como Llanura de marea sumergidos. [3]. Se describe de igual forma como Isla El Barenal alguna de ellas. [14]

## Historia
Fueran descubiertas por el imperio español, por Andrés Niño en 1522.